# سد مالپاست

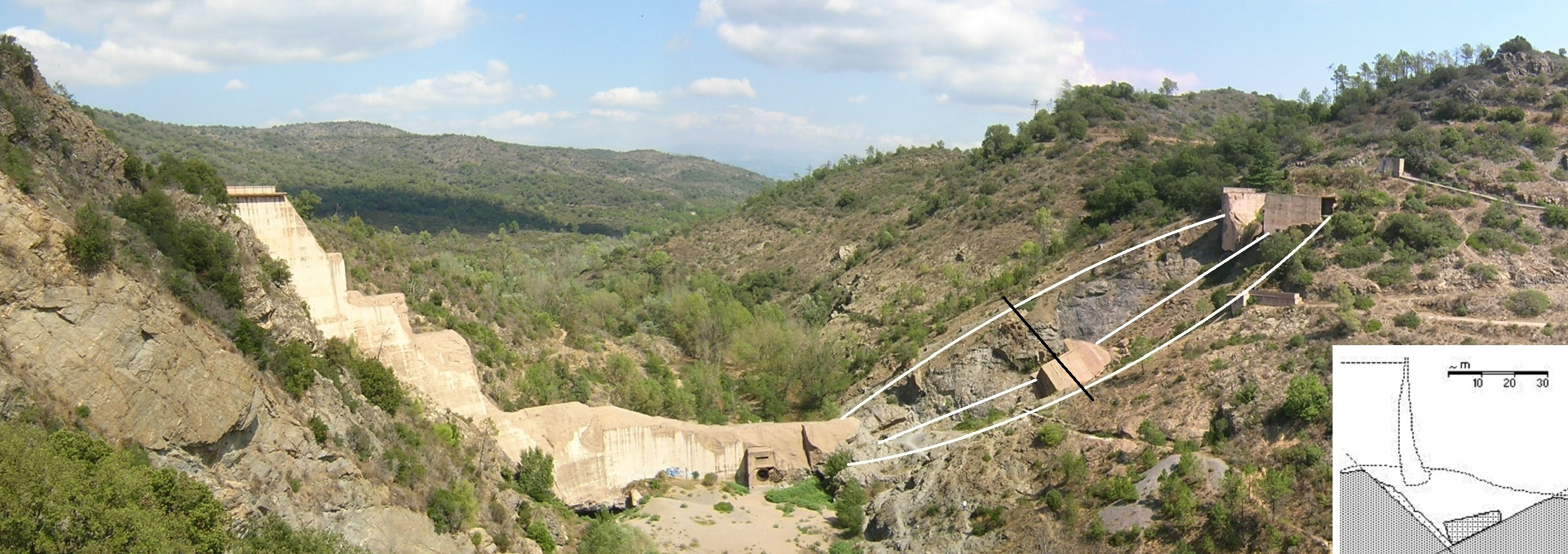
بخش فروریختهٔ سد مالپاست

سد مالپاست (به فرانسوی: Barrage de Malpasset) و (به انگلیسی: Malpasset Dam) یک سد قوسی ساخته شده بر روی رودخانهٔ ری‌ران در فرانسه و نزدیک به ۷ کیلومتری شمال فرژو بود. شهر ساحلی و توریستی فرژو در کوت دازور فرانسه (سواحل آزور) در جنوب فرانسه و در بخش شهرستان ور قرار گرفته‌است. سد مالپاست در جریان نخستین آب‌گیری سقوط کرد. ویرانی این سد در دوم دسامبر سال ۱۹۵۹ میلادی باعث کشته شدن ۴۲۳ نفر در مسیر سیل به وجود آمده شد. آسیب‌های این سیل در آن زمان به مبلغ ۶۸ میلیون دلار برآورد شد.

## ساخت و ساز
سد مالپاست، سدی بتنی از نوع قوسی با زاویهٔ مساوی مضاعف منحنی و با شعاع متغیر بود. ارتفاع سد ۶۶ متر و حجم مخزن آن حدود ۵۰ میلیون متر مکعب بود. این سد برای تأمین آب آشامیدنی و آبیاری در آن منطقه ساخته شده بود. کار ساخت و ساز این سد در ماه آوریل سال ۱۹۵۲ میلادی شروع شد و بنا بر یک گزارش در سال ۱۹۵۴ کارهای ساختمانی آن به پایان رسید. یکی دیگر از منابع گزارش می‌دهد که آغاز ساخت و ساز دراوایل سال ۱۹۴۱ میلادی بوده و تاخیرهای پی در پی به دلیل کمبود بودجه و نیروی کار و اعتصاب‌های کارگری که چند بار صورت گرفت بوده‌است. هزینهٔ ساخت و ساز سد مالپاست ۵۸۰ میلیون فرانک (تا سال ۱۹۵۵) بوده، و توسط یک گروه مهندسان شناخته شدهٔ فرانسوی به سرپرستی مهندس عمران فرانسوی آن آندره کوین ساخته شد. آندره کوین دانش آموختهٔ اِکول پلی‌تکنیک فرانسه و خود طراح ۷۰ پروژهٔ سد سازی در ۱۴ کشور جهان بود. هزینهٔ این پروژه را شهرداری ور که مالکیت آن سد را داشت می‌پرداخت. همزمان با ساختن سد، و تنها به فاصلهٔ ۱٬۴۰۰ متر پایین‌تر، شهرداری ور در حال انجام کارهای جاده‌سازی برای ایجاد بزرگ راه (A8) بود.

## فاجعه
در ساعت ۲۱٫۱۳ روز دوم دسامبر ۱۹۵۹ میلادی سد مالپاست در هم شکست و تمامی دیوارهای آن، به غیر از چند بلوک در ناحیهٔ راست، همگی فرو ریخت. قسمت‌های گوناگون سد هنوز در سراسر منطقه پراکنده شده‌است.
شکستن و فروریختن دیوار سد دیواری از آب به بلندی ۴۰ متر و با سرعت ۷۰ کیلومتر در ساعت به راه انداخت که موجب از بین بردن کلی دو روستای کوچک مالپاست و بوزون شد. سایت ساخت بزرگراه نیز نابود شد. پس از ۲۰ دقیقه، در حالی که هنوز دیوار آب ۳ متر بلندی داشت به شهر فرژو رسید. بسیاری جاده‌های کوچک‌تر و مسیرهای راه‌آهن نیز نابود شدند. آب و جاری شدن سیل، نیمهٔ غربی شهر فرژو را فرا گرفت و در نهایت به دریا رسید.

## بررسی چبود بنیاد این رویداد
پس از بررسی‌های زمین‌شناسی و هیدرولوژیکی که در سال ۱۹۴۶ میلادی انجام شد، «محل» کنونی برای ساختن سد مناسب در نظر گرفته شد؛ ولی به هر حال با توجه به کمبود بودجهٔ مناسب، بررسی‌های زمین‌شناسی «منطقه» به گونهٔ کامل و شایسته‌ای برگزار نشد. پژوهش‌های صخره‌شناسی نشان می‌دهند که ساختار زیربنایی زمین محل سد یک سنگ دگرگونی به نام گنیس است. این نوع سنگ به داشتن نسبت نفوذناپذیری بالاتری شناخته شده و این به این معنی است که هیچ جریان قابل توجهی از آب‌های زیرزمینی در آن قسمت سنگی وجود ندارد، و نفوذ آب به زمین را اجازه نمی‌دهد. در سمت راست (نگاه به پایین رودخانه)، که آن نیز از سنگ بود، یک بال‌دیوار بتنی برای اتصال دیوار به زمین ساخته شد. پس از چندی در این سنگ وجود یک گسل را یافته‌اند که به احتمال زیاد می‌تواند این فاجعه را سبب شده باشد.
عوامل دیگری را نیز در به وجود آمدن نتیجهٔ پایانی این واقعه مؤثر می‌دانند؛ فشار آب را دیوار سد به صورت مورب دریافت می‌کرد و این در ابتدا دانسته نبود. در نتیجه، آبی که زیر دیوار جمع شده به دلیل سنگ گنیس بودن زمین زیر سد، نمی‌توانسته از راه زمین بگریزد. نظریه دیگری به نقل از یک منبع بیان کرده که انفجار یک هفته قبل از حادثه در جریان ساختمان بزرگراه ممکن است باعث جابجایی سنگ زیر پایهٔ سد شده باشد. در هفته‌های قبل از فروریزی صداهای ترک خوردن، از سد شنیده می‌شد اما آن‌ها مورد بررسی قرار نگرفتند. در نوامبر ۱۹۵۹ (چند هفته پیش از فروریزی) در سمت راست از سد نشت گزارش شده بود.
همچنین بین ۱۹ نوامبر و ۲ دسامبر، ۵۰ سانتی‌متر (۲۰ اینچ) بارندگی، و تنها در ۲۴ ساعت پیش از فروریزی ۱۳ سانتی‌متر (۵٫۱ اینچ) ادامهٔ بارندگی در محل وجود داشته‌است. سطح آب در این سد تنها ۲۸ سانتی‌متر (۱۱ اینچ) از لبه فاصله داشته‌است. با ادامهٔ باران، اقدام نگهبان سد که می‌خواست دریچه‌های تخلیه را باز کند با مخالفت مسئولان روبرو شد. آن‌ها براین باور بودند که با این کار سایت ساخت بزرگراه در معرض خطر سیل قرار می‌گرفت. در نهایت پنج ساعت قبل از فاجعه، در ساعت ۱۸:۰۰، دریچه‌های رهاسازی آب باز شد، اما با میزان تخلیهٔ ۴۰ متر مکعب در ثانیه، زمان کافی برای به موقع خالی کردن مخزن در دست نبوده‌است.
تا زمان به‌وجودآمدن حادثهٔ سد مالپاست، تنها چهار مورد دیگر از وقوع چنین رویدادی برای سد نوع قوسی به ثبت رسیده بود:
- ۱۹۲۴ در کلورادو سد مانیتوو، مانیتوو اسپرینگز، کلرادو، در ایالت کلورادو ۳۸°۵۲′۳۵٫۴۷″ شمالی ۱۰۴°۵۹′۳۸٫۳۰″ غربی / ۳۸٫۸۷۶۵۱۹۴°شمالی ۱۰۴٫۹۹۳۹۷۲۲°غربی
- ۱۹۲۵ در مووی اسپرینگز، سد مووی (یا سد ایلین), مویی اسپرینگز، آیداهو، ۴۸°۴۶′۳۲″شمالی ۱۱۶°۰۹′۱۹″غربی / ۴۸٫۷۷۵۵۰°شمالی ۱۱۶٫۱۵۵۱۴°غربی
- ۱۹۲۶ در (شمال کالیفورنیا) دریاچه لانیر، کارولینای شمالی،
- ۱۹۳۰ در کارولینا سد پوریسیما، کالیفورنیا،